# Nikołaj Stackelberg
Nikołaj Iwanowicz Stackelberg (Sztakelberg), ros. Николай Иванович Штакельберг (ur. 3 października 1870 r., zm. 20 marca 1956 r. w Melbourne) – rosyjski wojskowy (generał), emigracyjny działacz kombatancki.
Pochodził z arystokratycznego rodu. Ukończył gimnazjum, a w 1892 r. szkołę wojskową junkrów piechoty w Sankt Petersburgu. Służył w 40 Koływańskim Pułku Piechoty. W 1894 przeniesiono go do Lejb-Gwardyjskiego Keksholmskiego Pułku. W 1898 r. awansował do stopnia podporucznika, a w 1902 r. porucznika, potem sztabskapitana, zaś w 1906 r. kapitana. W 1911 r. odznaczono go Orderem św. Stanisława 2 klasy, a w 1912 r. Orderem św. Anny 2 klasy. W 1913 r. ukończył oficerską szkołę strzelecką, po czym w stopniu pułkownika objął dowództwo 1 batalionu Pułku Keksholmskiego. Brał udział w I wojnie światowej. Od 1915 r. dowodził 80 Kabardyńskim Pułkiem Piechoty, zaś od poł. maja 1916 r. Pułkiem Keksholmskim. Na pocz. grudnia tego roku mianowano go generałem majorem. W poł. czerwca 1917 r. został odznaczony Orderem św. Jerzego 4 klasy. Następnie objął dowództwo brygady 3 Gwardyjskiej Dywizji Piechoty.
W marcu 1919 r. wstąpił do wojsk Białych gen. Antona I. Denikina. Znalazł się w rezerwie oficerskiej przy sztabie głównodowodzącego. Od pocz. lipca 1919 r. dowodził Mieszanym Pułkiem Gwardyjskim, przekształconym wkrótce w Mieszaną Brygadę Gwardyjską, która zdobyła Konstantynograd, po czym przerwała front, podchodząc pod Połtawę. Po przeformowaniu w październiku tego roku w Mieszaną Dywizję Grenadierską została ona rozbita nad Dnieprem. Pułkownik N. I. Stackelberg w składzie grupy wojskowej gen. Bredowa wycofał się w lutym/marcu 1920 r. w granice Polski, po czym wraz z pozostałymi wojskowymi osadzono go w obozie internowania w rejonie Przemyśla. Po 6 miesiącach wypuszczono go na wolność. Przedostał się do Rumunii, skąd transportem morskim przybył na Krym, wstępując do wojsk Białych gen. Piotra N. Wrangla. Przez cały czas znajdował się w rezerwie oficerskiej głównodowodzącego. W poł. listopada 1920 r. wraz z pozostałymi wojskowymi został ewakuowany do Gallipoli. W 1921 r. zamieszkał w Polsce w rodzinnym majątku ziemskim. Stanął na czele warszawskiego oddziału Stowarzyszenia Lejb-Gwardyjskiego Keksholmskiego Pułku. Podczas II wojny światowej wyemigrował do Australii.